# Jakarta Project
Apache Jakarta è un progetto nato in seno alla Apache Software Foundation che offre un insieme di soluzioni e librerie basate su Java.
Di per sé è un contenitore per altri sotto-progetti; tuttavia capita che un progetto abbia uno sviluppo ed un'importanza tale da essere "promosso" a progetto di primo livello. Un esempio lampante di questo è Struts. Molto probabilmente il progetto più famoso di Jakarta è Tomcat, che è un web server e application server in grado di fungere da servlet container.
Fra i progetti Jakarta menzioniamo:
- Tomcat, JSP/Servlet container
- Turbine
- Velocity, un framework che permette la gestione di template di pagine web
- POI, un set di API per la gestione e la manipolazione di formati caratteristici dei prodotti Microsoft
- Jakarta Commons, un set di API di comune utilità, pensate per essere un naturale completamento delle API standard.
- JMeter un software per il test di qualità scritto in Java